# Final del Campeonato del Mundo de Balonmano de 2009
La final del Campeonato del Mundo de Balonmano de 2009 se disputó el 1 de febrero en el Arena Zagreb de la capital croata. Esta final la protagonizaron las selecciones de los Francia y Croacia, que se clasificaron tras vencer a Dinamarca y Polonia respectivamente, reeditando así la final del Campeonato del Mundo de Balonmano de 1995. Tal y como sucedió 14 años antes, los franceses se impusieron al equipo croata ante 15.000 espectadores, logrando así su tercer título mundial.
Tras una primera mitad igualad,a a la que se llegó con una ventaja mínima para Croacia por 11-12, Francia supo imponer su defensa y mediante un inspiradísimo Michael Guigou, máximo anotador del partido con 10 goles y con Daniel Narcisse pleno de acierto en el lanzamiento acabaron por desarbolar a la selección croata, cuya frustración máxima se vería reflejada en el amago de agresión que realizaría Igor Vori a uno de los árbitros y por el que sería descalificado.

## Ficha
| 2          | LI         | Jerome Fernández   | Amonestado | 2  |
| 3          | PIV        | Didier Dinart      |            |    |
| 5          | CEN        | Guillaume Gille    | Amonestado |    |
| 8          | LI         | Daniel Narcisse    |            | 6  |
| 12         | POR        | Daouda Karaboué    |            |    |
| 13         | CEN        | Nikola Karabatić   |            | 2  |
| 14         | PIV        | Christophe Kempé   |            |    |
| 15         | LI         | Franck Junillon    |            |    |
| 16         | POR        | Thierry Omeyer     |            |    |
| 18         | LD         | Joel Abati         |            |    |
| 19         | ED         | Luc Abalo          |            | 2  |
| 20         | PIV        | Cedric Sorhaindo   |            | 2  |
| 21         | EI         | Michael Guigou     | Amonestado | 10 |
| 24         | EI         | Sebastien Ostertag |            |    |
| Entrenador | Entrenador | Claude Onesta      |            |    |

| 1          | POR        | Venio Losert      |                        |   |
| 4          | CEN        | Ivano Balić       |                        | 1 |
| 5          | CEN        | Domagoj Duvnjak   |                        | 2 |
| 6          | LI         | Blazenko Lackovic |                        | 4 |
| 8          | LD         | Marko Kopljar     |                        |   |
| 9          | PIV        | Igor Vori         | Amonestado · Expulsado | 2 |
| 10         | LD         | Jakov Gojun       |                        |   |
| 13         | ED         | Zlatko Horvat     |                        |   |
| 17         | EI         | Goram Sprem       |                        | 3 |
| 18         | PIV        | Denis Spoljaric   |                        |   |
| 19         | LD         | Petar Metlicic    | Amonestado             | 1 |
| 24         | LI         | Tonci Valcic      |                        |   |
| 25         | POR        | Mirko Alilovic    |                        |   |
| 27         | ED         | Ivan Cupic        | Amonestado             | 6 |
| Entrenador | Entrenador | Lino Cervar       |                        |   |

| 2          | LI         | Jerome Fernández   | Amonestado | 2  |
| 3          | PIV        | Didier Dinart      |            |    |
| 5          | CEN        | Guillaume Gille    | Amonestado |    |
| 8          | LI         | Daniel Narcisse    |            | 6  |
| 12         | POR        | Daouda Karaboué    |            |    |
| 13         | CEN        | Nikola Karabatić   |            | 2  |
| 14         | PIV        | Christophe Kempé   |            |    |
| 15         | LI         | Franck Junillon    |            |    |
| 16         | POR        | Thierry Omeyer     |            |    |
| 18         | LD         | Joel Abati         |            |    |
| 19         | ED         | Luc Abalo          |            | 2  |
| 20         | PIV        | Cedric Sorhaindo   |            | 2  |
| 21         | EI         | Michael Guigou     | Amonestado | 10 |
| 24         | EI         | Sebastien Ostertag |            |    |
| Entrenador | Entrenador | Claude Onesta      |            |    |

| 1          | POR        | Venio Losert      |                        |   |
| 4          | CEN        | Ivano Balić       |                        | 1 |
| 5          | CEN        | Domagoj Duvnjak   |                        | 2 |
| 6          | LI         | Blazenko Lackovic |                        | 4 |
| 8          | LD         | Marko Kopljar     |                        |   |
| 9          | PIV        | Igor Vori         | Amonestado · Expulsado | 2 |
| 10         | LD         | Jakov Gojun       |                        |   |
| 13         | ED         | Zlatko Horvat     |                        |   |
| 17         | EI         | Goram Sprem       |                        | 3 |
| 18         | PIV        | Denis Spoljaric   |                        |   |
| 19         | LD         | Petar Metlicic    | Amonestado             | 1 |
| 24         | LI         | Tonci Valcic      |                        |   |
| 25         | POR        | Mirko Alilovic    |                        |   |
| 27         | ED         | Ivan Cupic        | Amonestado             | 6 |
| Entrenador | Entrenador | Lino Cervar       |                        |   |